# Pseudepipona herrichii
De rode metselwesp of Pseudepipona herrichii is een vliesvleugelig insect uit de familie van de plooivleugelwespen (Vespidae). De wetenschappelijke naam van de soort is voor het eerst geldig gepubliceerd in 1856 door Saussure.